# Монна Роза
«Монна Роза» — картина английского художника-прерафаэлита Данте Габриэля Россетти, созданная в 1867 году, где изображена Френсис Доусон Лейланд, супруга коллекционера Фредерика Лейланда. Существовала более ранняя (1862 г.) версия работы Россетти с таким же названием, но на данный момент её местонахождении не известно.

## Информация о картине

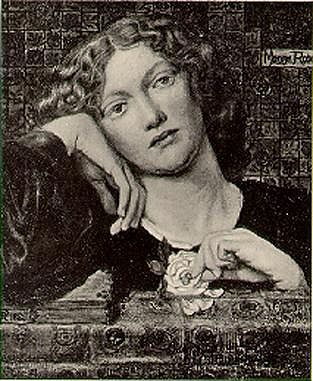
Фотография картины 1862 года.

В своём письме к Фредерику Лейланду, купившему впоследствии эту картину, Данте Габриэль Россетти писал, что преуспел в работе над новой картиной, увеличив её в размерах и добавив изображение струящейся одежды, а также, что ему ничего не остаётся, как вновь назвать своё произведение «Монна Роза», ссылаясь на строки поэта Анджело Полициано. В 1862 году художник написал портрет с таким же названием, где была изображена супруга Фредерика Лейланда, как и на одноимённой работе 1867 года. В 1873 году Россетти на некоторое время забрал картину для того, чтобы частично переделать её. Во время работы над «Монной Розой» Россетти познакомил Лейланда с Джеймсом Эбботом Макнилом Уистлером; детали фона картины (павлиньи перья и фарфор) схожи с расписной комнатой, которую позже Уистлер создаст для Лейланда. «Монна Роза» вместе с другими портретами авторства Россетти висела в кабинете Фредерика Лейланда.

## Исследователи творчества Россетти о картине
В своей книге 1904 года о творчестве Данте Габриэля Россетти Генри Карри Марилли назовёт картину «маленькой, но красивой», отметив то, как выписано платье, розы, украшения, волосы, а также детали фона. По мнению Линды Меррилл, картина представляет собой скорее костюмную живопись, а не портрет; она является образцом «бесцельной красоты». Джессика Фелдман отмечает, что особого внимания требует фарфоровая ваза, которая сама по себе стала образцом эстетики; вазу стоит рассматривать не просто как деталь интерьера, в неё художник прописал отражение платья, цветов и фона, также в ней видится увлечение Россетти восточными вещами и даже его склонность к переводу — он «перевёл» китайский фарфор на язык английской живописи.